# Czworościan
Niektóre z zamieszczonych tu informacji wymagają weryfikacji.
Dokładniejsze informacje o tym, co należy poprawić, być może znajdują się w dyskusji tego artykułu.
 Po wyeliminowaniu niedoskonałości należy usunąć szablon {{Dopracować}} z tego artykułu.

Przykład czworościanu

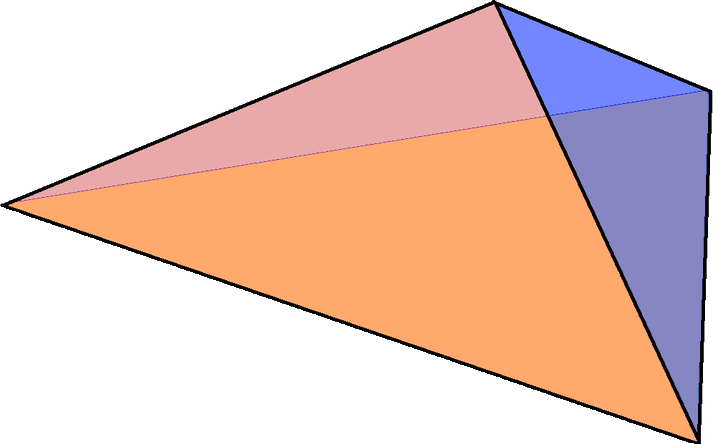
Inny przykład czworościanu

Czworościan – wielościan o czterech trójkątnych ścianach, równoważnie definiowany jako ostrosłup trójkątny. Każda taka bryła ma 6 krawędzi i 4 wierzchołki.
Szczególne przypadki (odmiany) czworościanów to:
- ostrosłup trójkątny prawidłowy – co najmniej jedna ze ścian to trójkąt równoboczny, a pozostałe są równoramienne;
- czworościan foremny – szczególny przypadek powyższego, w którym wszystkie ściany są równoboczne.

Uogólnieniem czworościanu jest sympleks – czworościan to jego przypadek trójwymiarowy.

## Wzory

### Objętość
Jeśli czworościan – niekoniecznie foremny – ma wierzchołki {\displaystyle A_{1},\ A_{2},\ A_{3},\ A_{4},} to jego objętość jest dana wzorem:
{\displaystyle V={\sqrt {\frac {\Delta }{288}}},}
gdzie zmienna pomocnicza {\displaystyle \Delta } to wartość wyznacznika:
{\displaystyle \Delta ={\begin{vmatrix}0&a_{12}^{2}&a_{13}^{2}&a_{14}^{2}&1\\a_{12}^{2}&0&a_{23}^{2}&a_{24}^{2}&1\\a_{13}^{2}&a_{23}^{2}&0&a_{34}^{2}&1\\a_{14}^{2}&a_{24}^{2}&a_{34}^{2}&0&1\\1&1&1&1&0\end{vmatrix}},}
{\displaystyle a_{ij}} to długość krawędzi łączącej wierzchołek {\displaystyle A_{i}} z wierzchołkiem {\displaystyle A_{j}.}

### Promieńsfery opisanej
Jest opisany wzorem:
{\displaystyle R={\frac {1}{2}}{\sqrt {\frac {\Gamma }{\Delta }}},}
gdzie zmienna pomocnicza {\displaystyle \Gamma } to
{\displaystyle \Gamma ={\begin{vmatrix}0&a_{12}^{2}&a_{13}^{2}&a_{14}^{2}\\a_{12}^{2}&0&a_{23}^{2}&a_{24}^{2}\\a_{13}^{2}&a_{23}^{2}&0&a_{34}^{2}\\a_{14}^{2}&a_{24}^{2}&a_{34}^{2}&0\end{vmatrix}}.}

### Promieńsfery wpisanej
Można go obliczyć wzorem:
{\displaystyle r={\frac {3V}{S_{A_{1}}+S_{A_{2}}+S_{A_{3}}+S_{A_{4}}}},}
gdzie {\displaystyle S_{A_{i}}} to pole ściany niezawierającej wierzchołka {\displaystyle A_{i}.}

## Inne własności

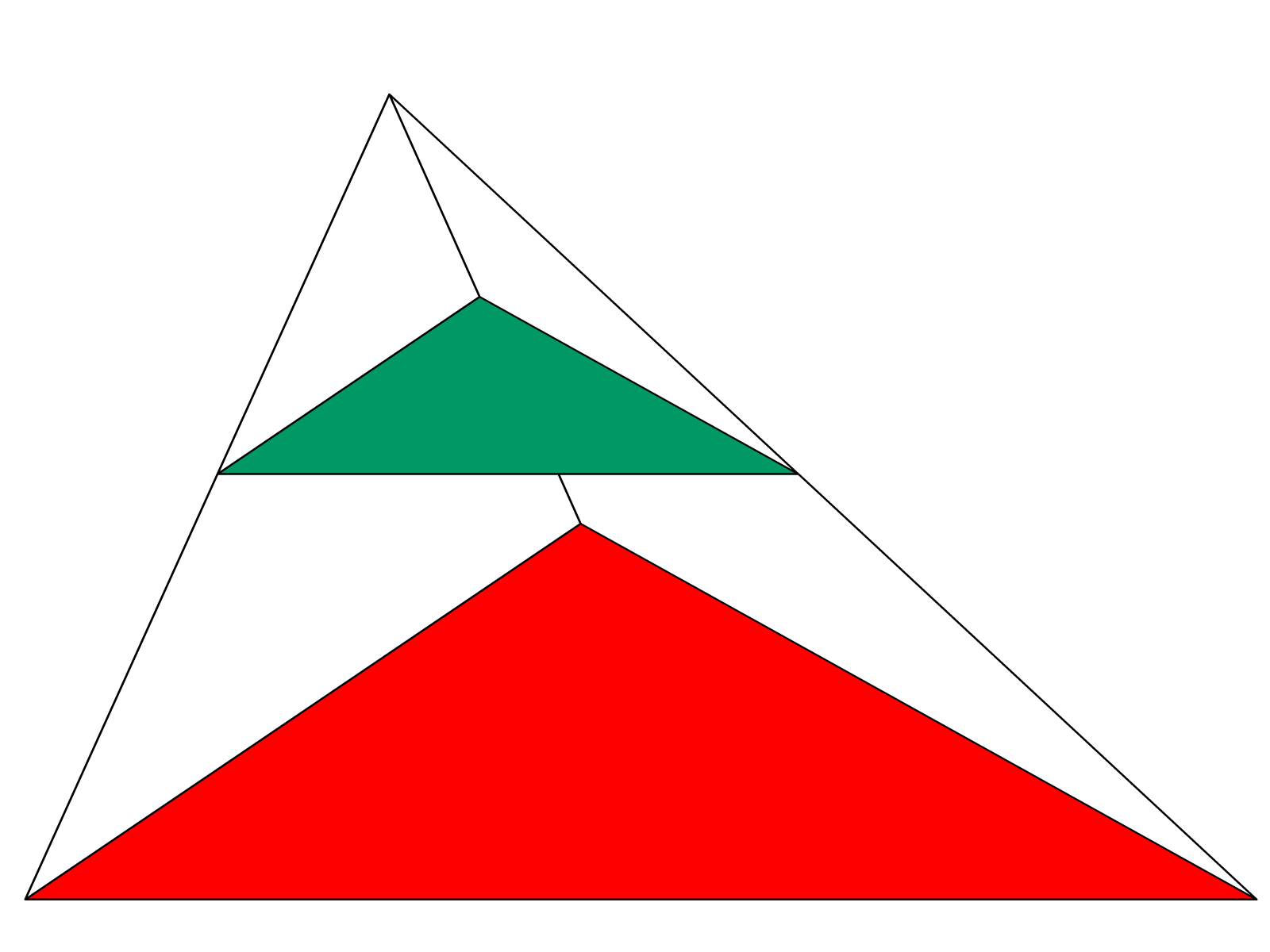
Przykładowe przekroje czworościanu z płaszczyznami – zacieniowane trójkąty

Kąt trójścienny oraz długości wychodzących z niego krawędzi wyznaczają jednoznacznie czworościan. Jeśli {\displaystyle A_{1}} i {\displaystyle A_{2},} {\displaystyle B_{1}} i {\displaystyle B_{2}} oraz {\displaystyle C_{1}} i {\displaystyle C_{2}} są punktami leżącymi parami na prostych zawierających ramiona kąta trójściennego o wierzchołku S, to objętości czworościanów {\displaystyle SA_{1}B_{1}C_{1}} i {\displaystyle SA_{2}B_{2}C_{2}} spełniają zależność:
{\displaystyle {\frac {V_{1}}{V_{2}}}={\frac {SA_{1}}{SA_{2}}}{\frac {SB_{1}}{SB_{2}}}{\frac {SC_{1}}{SC_{2}}}.}
Dowód tego faktu można przeprowadzić bez zmniejszenia ogólności zakładając, że jedna z par punktów leży na tej samej półprostej (ewentualna symetria środkowa względem S jednego z czworościanów), a nawet że jeden punkt jest wspólny (jednokładność jednego z czworościanów zmienia objętość jak sześcian skali). Wówczas czworościany mają wspólną wysokość i stosunek pól podstaw wynikający ze wzoru: {\displaystyle S=ab\sin \alpha .}